# ヒ68船団
ヒ68船団（ヒ68せんだん）は、太平洋戦争後期の1944年7月にシンガポールから門司へ石油輸送のため出航した日本の護送船団のひとつである。経由地のマニラを出たところでアメリカ海軍潜水艦の魚雷攻撃により輸送船4隻を失い、高雄港で低速船を分離する再編成を経て目的地へ到着した。
なお、以下の本文中の日時は特記無き限り日本側時間による。沈没地点も日本側記録に拠っている。

## 背景
太平洋戦争時の日本にとって、戦争序盤の南方作戦で占領した東南アジアから石油を本国に輸送することは、戦争継続上において極めて重要であった。そこで1943年（昭和18年）以降、日本は、シンガポールと門司を結ぶ高速のヒ船団と、ボルネオ島ミリと門司をマニラ経由で結ぶ低速のミ船団の2種類の石油タンカー船団を設定し、石油シーレーンの防衛強化を進めた。バシー海峡周辺などに展開したアメリカの潜水艦の激しい攻撃に対抗するため、1944年（昭和19年）4月頃からは特に船団の集約・大規模化をして、被発見率の低下と護衛戦力の集中を図っていた。
本来は石油輸送用のヒ船団であったが、1944年7月にサイパンの戦いが日本軍の敗北に終わって以後、予測されるフィリピンの戦いに向けたフィリピンへの増援部隊輸送にも関わるようになっていた。往路にはマニラ行きの軍隊輸送船が加入し、復路でも揚陸を終えた船が途中加入する例が見られた。
一方、アメリカ海軍は、開戦と同時に無制限潜水艦作戦で日本商船を攻撃していたが、サイパン島の占領後、日本の南方資源航路に対する通商破壊を一層強化していた。サイパン島に潜水母艦ホーランド（en）を進出させて潜水艦の活動拠点とし、3隻程度のウルフパックを組んだ潜水艦隊により日本船団を待ち伏せしていた。特に多数の日本船団が通行するバシー海峡周辺は「コンボイ大学」（英語: Convoy College）とあだ名され、船団攻撃の重要海域と目されていた。
ヒ68船団は、こうした時期のヒ船団の一つとして運航された船団である。船団名は、通算68番目・日本へ帰る復路34番目のヒ船団を意味する。7月9日にシンガポールへ着いたヒ67船団（輸送船12隻・護衛艦9隻）の復路便にあたり、タンカー2隻と敷設艦「白鷹」・海防艦3隻が折り返し加入している。別の船団で到着していた「東亜丸」（飯野海運：10023総トン）ほかタンカー2隻・その他輸送船2隻と海防艦1隻も参加、ヒ67船団から引き続き第8護衛船団司令部（司令官：佐藤勉少将）が指揮を執り、第16運航指揮班（指揮官：細谷資彦大佐）が輸送船を統括した。ヒ船団は大型タンカーによる高速船団の建前であったが、タンカーの不足から中型タンカーであるTM型平時標準タンカー・TM型戦時標準タンカー計3隻が含まれており、大型タンカーの高速性能が発揮できない編制であった。

## 航海の経過
7月14日、ヒ68船団はシンガポールを発った。船団速力はヒ船団としては低速の11ノットとされた。経由地マニラまでの行程は順調で、近くでアメリカの潜水艦に撃沈された軽巡洋艦大井の救助のため海防艦倉橋が一時離脱したほか何事もなく、予定通りの7月20日にマニラへ到着した。
マニラで編制替えが行われ、輸送船1隻が分離された。代わりにヒ69船団から分離して増援部隊の揚陸を終えた航空母艦大鷹と陸軍徴用の貨客船安芸丸（日本郵船：11409総トン）、同じくモマ01船団で揚陸を終えた陸軍特殊船2隻と徴用輸送船3隻、修理のため日本へ向かう特設給油船厳島丸（日本水産：10006総トン）が加入した。安芸丸の船長は同船の航海速力17ノットという高速性能を生かすため、他のヒ69船団分離船と同様に後発のマモ01船団（船団速力15ノット）へ加入させるよう現地の第3船舶輸送司令部に対して要望したが、第3船舶輸送司令部は許可しなかった。護衛部隊も白鷹と海防艦2隻が抜け、海防艦3隻と水雷艇1隻が入って7隻体制となった。

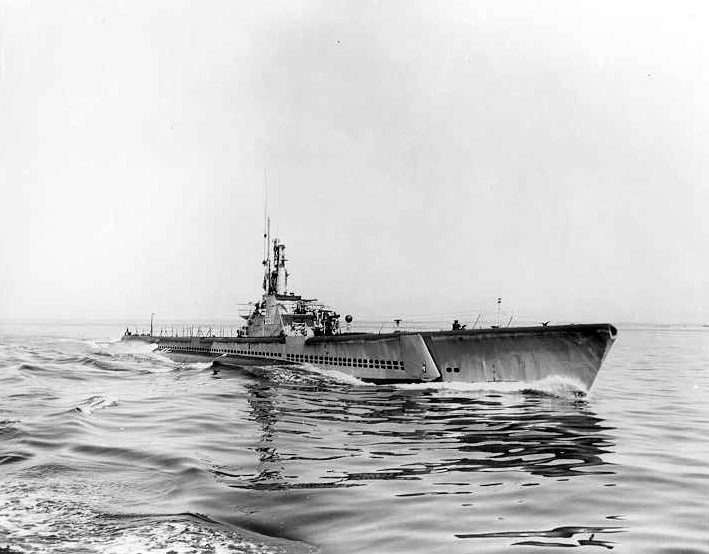
最初に攻撃を仕掛けたが失敗したアメリカ潜水艦クレヴァル。26日には戦果を上げた。

7月24日午前6時、ヒ68船団は、低速のTM型タンカーに合わせて原速11.5ノットでマニラを出港した。翌25日朝、船団は、アメリカ潜水艦アングラー、フラッシャー、クレヴァルから成るウルフパックに発見された。フラッシャーは19日に前述の大井を撃沈した艦であった。この日の午後、潜航したクレヴァルによる最初の襲撃があったが、狙われた安芸丸と貨物船東山丸（大阪商船：8666総トン）は魚雷の回避に成功した。護衛艦艇が爆雷により反撃を行ったが、クレヴァルは逃げのびた。

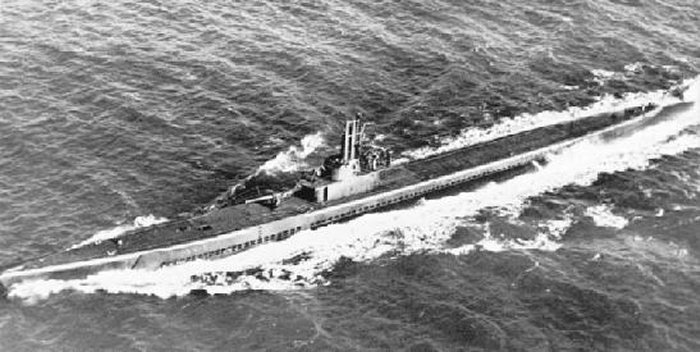
大鳥山丸と東山丸（クレヴァルと共同）の撃沈を認定されたアメリカ潜水艦フラッシャー。

7月26日未明からラオアグ西方の南シナ海上において再開された襲撃では被害が続出した。まず、午前3時14分にフラッシャーの雷撃で逓信省標準船TM型タンカー大鳥山丸（三井船舶：5280総トン）が魚雷2発を受けて、積荷のガソリンが爆発炎上した末、北緯18度04分 東経118度00分 / 北緯18.067度 東経118.000度の地点で沈没した。ほぼ同時に安芸丸も船首付近に魚雷1発を受けて損傷、3分後に東山丸もフラッシャーの魚雷1発が当たり航行不能となった。この攻撃でフラッシャーは残っていた魚雷6発を撃ち尽くした。特設運送艦聖川丸（川崎汽船：6862総トン）も、午前5時、浮上してレーダー照準と目視による襲撃をかけたアングラーの魚雷1発が船首付近に命中し、浸水したが沈没は免れた。損傷した安芸丸はなお12ノットで航行を続けられたが、午前5時半頃にクレヴァルから魚雷3発を命中させられ、5分または20分後に北緯17度56分 東経118度07分 / 北緯17.933度 東経118.117度で沈没した。東山丸は午前11時47分に潜航中のクレヴァルからさらに魚雷4発を打ちこまれて炎上しながらも浮かんでいたが翌27日午前4時30分ないし5時に自衛装備の砲弾や爆雷が誘爆を起こし、午前10時45分についに北緯17度50分 東経118度04分 / 北緯17.833度 東経118.067度で沈没した。
船団主力は7月27日に次の経由地の高雄へと入港し、少し遅れて同日正午過ぎに聖川丸も海防艦平戸に護衛されて到着した。同地で再編成が行われ、低速のTM型タンカー2隻と損傷した聖川丸が除外された。代わりに輸送船1隻が新規加入している。後発のマモ01船団もほぼ同時に到着しており、岩重（2011年）によれば本船団へ合同したと推定されるが、『第一海上護衛隊戦時日誌』では輸送船数を高雄で3隻から2隻に減らしているものの31日に別行動で出航している。
7月28日午後8時、ヒ68船団の輸送船8隻は、海防艦4隻に減った護衛部隊とともに高雄を出港、台湾海峡を抜けて北上した。29日午前9時40分には、海峡北口の北緯25度08分 東経120度47分 / 北緯25.133度 東経120.783度で護衛の第1号海防艦と第11号海防艦が敵潜水艦1隻撃沈を報じたが、アメリカ海軍公式年表には該当する喪失艦や損傷艦の記録が無い。高雄からの行程では船団が損害を受けることは無く、8月3日午後4時に門司へ到着した。

## 結果
ヒ68船団は、のべ加入輸送船15-16隻のうち、3隻が沈没・1隻が損傷の軽微とは言えない損害を受けた。主任務の石油輸送についてみると、参加タンカー5隻のうち沈没は1隻のみであったが、ほかに2隻が途中で分離残置されている。タンカー以外の被害船はいずれも優秀な軍隊輸送船で、空荷のため直接の人的被害こそ少なかったが、その喪失はフィリピンの戦いに向けた戦力増強の妨げとなった。
本船団で低速船が加入したために優秀船も低速航行を余儀なくされたことについては、優秀船の乗員から批判が出た。撃沈された安芸丸の船長は、陸軍に提出した報告書の中で、護衛艦が7隻もあったのだから船団を二分して14ノット以上の優秀船だけで航行した方が適切であったと主張している。

## 編制
シンガポールからマニラまで第8護衛船団司令部（司令官：佐藤勉少将）、第16運航指揮班（指揮官：細谷資彦大佐）
- 輸送船
  - タンカー - 東亜丸、東邦丸、大鳥山丸、神鳳丸、第二日南丸
  - その他 - 聖川丸、まにら丸
- 護衛艦
  - 敷設艦白鷹（旗艦[9]）
  - 海防艦 - 平戸、倉橋、第13号海防艦、第20号海防艦

マニラから高雄まで第8護衛船団司令部（司令官：佐藤勉少将）、第16運航指揮班（指揮官：細谷資彦大佐）
- 輸送船[注 2]
  - タンカー - 東亜丸、東邦丸、大鳥山丸、神鳳丸、第二日南丸、厳島丸
  - 空母大鷹（輸送任務）
  - 陸軍特殊船 - 玉津丸、摩耶山丸（運航指揮班乗船[14]）
  - その他 - 聖川丸、安芸丸、香椎丸、東山丸、日昌丸[注 7]
- 護衛艦
  - 海防艦 - 平戸（旗艦）、倉橋、草垣、第11号海防艦、第20号海防艦
  - 水雷艇鵯

高雄から門司まで第8護衛船団司令部（司令官：佐藤勉少将）、第16運航指揮班（指揮官：細谷資彦大佐）
- 輸送船
  - タンカー - 東亜丸、東邦丸、厳島丸
  - その他 - 空母大鷹（輸送任務）、陸軍特殊船玉津丸、同摩耶山丸、他2隻
- 護衛艦
  - 海防艦 - 倉橋、御蔵、第1号海防艦、第11号海防艦